# Titularbistum Aurusuliana
Aurusuliana ist ein Titularbistum der  römisch-katholischen Kirche. 
Das antike und im 7. Jahrhundert untergegangene Bistum war in der römischen Provinz Africa bei Byzacena (Bizacena) angesiedelt, in der heutigen Sahelregion von Tunesien. Zwei kleinere Provinzen, Byzacena und Tripolitanien wurden gegen Ende des 3. Jahrhunderts n. Chr. von dem römischen Kaiser Diokletian im Rahmen seiner Verwaltungsreformen von der großen Provinz Africa abgetrennt.
| Titularbischöfe von Aurusuliana |                                                       |                                                              |                   |                   |
| Nr.                             | Name                                                  | Amt                                                          | von               | bis               |
| 1                               | James William Gleeson Titularerzbischof pro hac vice  | Koadjutorerzbischof von Adelaide (Australien)                | 6. Juli 1964      | 1. Mai 1971       |
| 2                               | Patelisio Punou-Ki-Hihifo Finau SM                    | Koadjutorbischof von Tonga (Ozeanien)                        | 15. Oktober 1971  | 7. April 1972     |
| 3                               | Roberto Antonio Dávila Uzcátegui                      | Prälat von San Fernando de Apure (Venezuela)                 | 23. Juni 1972     | 12. November 1974 |
| 4                               | Gilberto Pereira Lopes Titularerzbischof pro hac vice | Koadjutorerzbischof von Campinas (São Paulo, Brasilien)      | 19. Dezember 1975 | 10. Februar 1982  |
| 5                               | Edmund Piszcz                                         | Apostolischer Administrator von Ermland (Polen)              | 21. April 1982    | 22. Oktober 1988  |
| 6                               | Kamal-Hanna Bathish                                   | Weihbischof in Jerusalem (Israel)                            | 29. April 1993    | 29. Oktober 1994  |
| 7                               | Luciano Bux                                           | Weihbischof in Bari-Bitonto (Italien)                        | 21. Januar 1995   | 5. Februar 2000   |
| 8                               | Francesco Montenegro                                  | Weihbischof in Messina-Lipari-Santa Lucia del Mela (Italien) | 18. März 2000     | 23. Februar 2008  |
| 9                               | Adam Bałabuch                                         | Weihbischof in Świdnica (Polen)                              | 19. März 2008     |                   |